# 竹田定夫
竹田 定夫（たけだ さだお、1787年（天明7年）- 1840年（天保11年6月7日））は江戸時代の儒学者、教育者。福岡藩の藩儒竹田家の第6代当主。藩校修猷館（東学問稽古所）第3代総受持（館長、「教授」とも称される）。号は梧亭。字（あざな）は子毅。通称は助太夫、茂兵衛。

## 経歴
福岡藩の藩校である修猷館の、初代総受持を務めた竹田定良(梅廬)の次男として生まれる。
1807年（文化4年）、兄竹田定矩の後任の修猷館総受持となり、黒田家の家譜編纂にも携わった。総受持として、学問を好んだ藩主黒田斉清のもとで、学制の改革を推し進め、1840年（天保11年）に没するまでその職にあった。